# Papi (Lied)
Papi ist ein Lied der US-amerikanischen Sängerin Jennifer Lopez aus ihrem siebten Musikalbum Love? (2011). Der Latin-orientierte Titel wurde von RedOne, AJ Junior, BeatGeek, Teddy Sky, Bilal Hajji und Jimmy „Joker“ Thörnfeldt geschrieben, wobei RedOne, BeatGeak und Jimmy „Joker“ Thörnfeldt die Produktion übernahmen.
Das Lied sollte ursprünglich am 19. April 2011 veröffentlicht werden, aber das Lied gelang zuvor bereits ins Internet und wurde somit schon am 17. April 2011, durch eine Kampagne auf Lopez’ Facebookseite als Promo-Single veröffentlicht. Papi wurde von Musikkritikern gelobt, welche das Lied zumeist als ein „Highlight“ von Love? bezeichnen. Einige Kritiker waren sogar der Meinung, dass Papi ein ähnlicher Erfolg werden könne wie ihrer Comeback-Single On the Floor. Nach seiner Veröffentlichung chartete das Lied in einigen Ländern und erreichte die Top Ten in Finnland und die Top 20 in Spanien. Offiziell wurde das Lied am 25. September 2011 als Single veröffentlicht.

## Hintergrund und Komposition
Papi beschreibt Lopez’ Sehnsucht, für ihren Ehemann zu tanzen und ist ein Latin- und Elektrotitel mit Dance-Elementen. Die Melodie enthält „schwere“ Beats und „sanfte“ Synthie-Klänge. Laut Rick Florino von der Website Artistdirect.com nutze das Lied ebenfalls Elemente von „progressiver“ Housemusik.
Das Lied erschien neben I’m Into You, einer Kollaboration mit Lil Wayne, und (What Is) Love? am 17. April als dritte von drei Promo-Singles. I’m Into You wurde später als offizielle zweite Single des Albums angekündigt.
Im Musikvideo zu I’m Into You hört man in einer Szene kurz einen Ausschnitt von Papi.
Papi wurde drei Tage vor dem ursprünglich geplanten Erscheinungsdatum veröffentlicht, da Lopez frühzeitig auf ihrer Facebookseite die Life for Love?-Kampagne startete, mit der sie für Love? und Papi warb. Dabei wurden die Promo-Singles früher veröffentlicht, da genug Fans an der Kampagne mitgewirkt haben.

## Titelliste
Download
1. "Papi" – 3:40

## Kritiken
Staff von der Entertainment-Website Idolator sagte: „Der Titel ist ähnlich wie ‚On the Floor‘ und ist bereit die Clubs zu stürmen, wieso also sollte 'Papi' nicht so erfolgreich wie 'On the Floor' werden.“
Joe Guerra von The Houston Chronicle bezeichnete Papi als „Highlight“ von Love?.
Rick Florino von der Website Artistdirect.com lobte den Titel: „Lopez [ist] zurzeit an ihrem Höhepunkt.“ Florino hob ebenfalls Lopez’ Ausstrahlung hervor: „Ihr Latin-Image mit diesem Titel wird Hörer hypnotisieren.“ Er lobte zudem noch den Chorus und die „majestetische Hookline.“

## Kommerzieller Erfolg

### Chartplatzierungen
| ChartsChartplatzierungen       | Höchstplatzierung | Wochen |
| ------------------------------ | ----------------- | ------ |
| Österreich (Ö3)                | 24 (4 Wo.)        | 4      |
| Schweiz (IFPI)                 | 37 (7 Wo.)        | 7      |
| Vereinigte Staaten (Billboard) | 96 (3 Wo.)        | 3      |
| Vereinigtes Königreich (OCC)   | 67 (5 Wo.)        | 5      |

### Auszeichnungen für Musikverkäufe
| Land/Region     | Auszeichnungen für Musikverkäufe (Land/Region, Auszeichnung, Verkäufe) | Verkäufe |
| --------------- | ---------------------------------------------------------------------- | -------- |
| Brasilien (PMB) | Platin                                                                 | 60.000   |
| Italien (FIMI)  | Platin                                                                 | 30.000   |
| Kanada (MC)     | Gold                                                                   | 40.000   |
| Insgesamt       | 1× Gold · 2× Platin ·                                                  | 130.000  |

Hauptartikel: Jennifer Lopez/Auszeichnungen für Musikverkäufe